# Declarația drepturilor popoarelor din Rusia
Declarația drepturilor popoarelor din Rusia a fost unul dintre primele documente ale Rusiei sovietice, adoptat de Consiliul Comisarilor Poporului al RSFSR la 2 (15) noiembrie 1917.
Declarația a proclamat patru piloni ai politicii naționale:
- principiul egalității și suveranității popoarelor din Rusia;
- dreptul popoarelor din Rusia la autodeterminare până la secesiune și formarea unui stat independent;
- anularea oricăror privilegii și restricții naționale și național-religioase;
- libera dezvoltare a minorităților naționale și a grupurilor etnice care locuiesc pe teritoriul Rusiei.

Consecințele acestei declarații au putut fi văzute imediat: pe întreg teritoriul fostului imperiu rus au început să se creeze state independente. Și-au declarat independența Moldova, Finlanda, provinciile baltice, Ucraina, regiunea Caucazului, cazacii. Curând bolșevicii au pierdut controlul asupra unor zone întinse, fiind nevoiți să se întoarcă la politica pragmatică de recreare a unui stat unitar.